# JAL音舞台シリーズ
音舞台シリーズ（おとぶたいシリーズ）は、毎年9月ごろに京都・奈良の歴史建造建物である寺院を舞台に、国内・海外の一流アーティストを招いて行われるコンサートである。2010年から2011年までは10月開催となり、2012年以降からは9月上旬または8月末の開催となる。
主催は京都仏教会、毎日放送。
協賛は第1回から長年に渡り日本航空だったが、経営悪化などに伴い2009年までとなり、2012年以降、協力に留まっている（2020年代を境に協賛に復帰）。2010年からは大和証券グループが協賛を務める。2010年のみ東レも協賛に参加し、2011年のみLIXILも協賛に参加し、2019年にSkyも協賛に参加。

## 概要
様々な日本文化の発祥の源であり、いつの時代でも新しい文化のパイオニアとしてあり続けた日本を代表する寺院に舞台を設け、「東洋と西洋の出会い」をテーマに世界中で親しまれる音楽・新しいパフォーマンスを披露し、コラボレーションを奉納する文化イベント。これまで100人を超えるアーティストが表現を披露している。
第15回（2002年）の「法隆寺音舞台」までは『JALステージスペシャル音舞台』だったが、第16回（2003年）の「萬福寺音舞台」からは現在のタイトルとなる。

## 受賞
- 第10回（1997年）の「北山殿創建千二百年記念」「金閣寺音舞台」。テレビ番組として「国際エミー賞（1998年・全米テレビ科学芸術協会選出・パフォーミングアーツ部門）」に入賞。

## テレビ放送
例年、コンサートを要約したテレビ番組を、毎日放送（MBS）をキー局にTBSテレビ（TBS）・北海道放送（HBC）・中部日本放送（CBC、現：CBCテレビ）・RKB毎日放送（RKB）の計5局（五社連盟）ネットで一斉放送していた。また、2007年の「金閣寺音舞台」以降からはJNN系列28局での全国ネットとして放送されている。ちなみに放送日および時間は2001年までは毎年9月最終土曜の14:00 - 14:54だったが、2002年から2008年までは10月第1日曜の翌日未明0:30 - 1:25（第1日曜深夜）に放送された。2009年から2011年までの11月3日、2013年10月14日には9:55 - 10:50に放送された。また、2012年10月8日、2015年10月12日、2016年10月10日、2017年10月9日には第2日曜の翌日未明0:30 - 1:24に放送された。2014年は11月3日0:30 - 1:24（11月第1日曜の翌日未明）に放送された。
なお、2018年10月8日は当初は2012年と同じ放送時間の放送を予定していたが、この前夜（7日）に行われた『世界バレー・2次ラウンド』（TBS制作・19:00 - 22:05、当初予定より65分延長）の関係で当初より65分繰り下げとなる、10月第1日曜の翌日未明1:35 - 2:29（第1日曜深夜）に放送された。
2019年は5年ぶりに11月3日の0:30 - 1:24（11月第1日曜の翌日未明）に放送された。
2021年は当初10月31日の深夜（＝明けて翌日11月1日未明）の0:30 - 1:24に放送予定だったがこの日が『選挙の日2021』の選挙特別番組の放送することが急遽決まり1週前倒しの10月24日の深夜（25日未明）0:30 - 1:24に放送日が変更された。2022年は11月6日深夜（7日未明）の0:30 - 1:24に放送された。2023年は11月11日（12日未明）のの0:30 - 1:24に放送された。2024年は11月10日（11日未明）の0:30 - 1:24に放送された。

## これまでの公演

### JALステージスペシャル音舞台
- 第1回：1989年9月26日、金閣寺音舞台
- 第2回：1990年5月12日、泉涌寺音舞台
- 第3回：1990年9月26日、三千院音舞台
- 第4回：1991年9月20・21日、清水寺音舞台
- 第5回：1992年9月26日、平等院音舞台
- 第6回：1993年9月5日、東寺音舞台
- 第7回：1994年9月10日、泉涌寺音舞台
- 第8回：1995年9月9日、東寺音舞台
- 第9回：1996年9月7日、延暦寺音舞台
- 第10回：1997年9月6日、金閣寺音舞台
- 第11回：1998年9月5日、醍醐寺音舞台
- 第12回：1999年9月4日、大覚寺音舞台
- 第13回：2000年9月9日、清水寺音舞台
- 第14回：2001年9月15日、二条城音舞台
- 第15回：2002年7月14日、法隆寺音舞台

### JAL音舞台
- 第16回：2003年9月22日、萬福寺音舞台
- 第17回：2004年9月11日、薬師寺音舞台
- 第18回：2005年9月10日、仁和寺音舞台
- 第19回：2006年9月10日、東福寺音舞台
- 第20回：2007年9月8日、金閣寺音舞台
- 第21回：2008年9月8日、平等院音舞台
- 第22回：2009年9月5日、唐招提寺音舞台

### 音舞台
- 第23回：2010年10月9日、東大寺音舞台
- 第24回：2011年10月7日、西本願寺音舞台
- 第25回：2012年9月8日、大覚寺音舞台
- 第26回：2013年9月14日、東寺音舞台
- 第27回：2014年8月30日、薬師寺音舞台
- 第28回：2015年9月12日、泉涌寺音舞台
- 第29回：2016年9月3日、萬福寺音舞台
- 第30回：2017年9月9日、金閣寺音舞台
- 第31回：2018年9月8日、東大寺音舞台
- 第32回：2019年9月7日、仁和寺音舞台
- 第34回：2021年9月、西本願寺音舞台[2]
- 第35回：2022年9月3日、二条城音舞台
- 第36回：2023年9月9日、東寺音舞台
- 第37回：2024年9月7日、法隆寺音舞台

### 歴代出演者
- これまでの音舞台 を参照。